# Wilhelm von Rahden

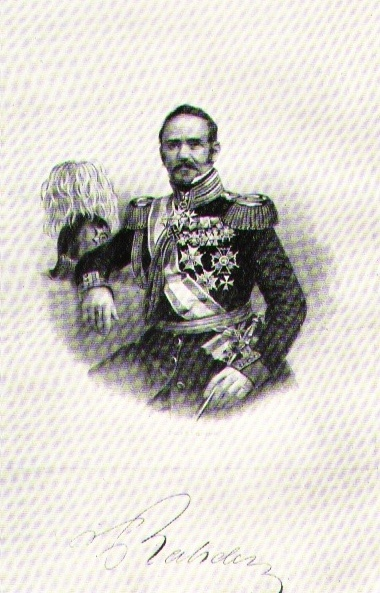
Wilhelm von Rahden

Wilhelm Baron von Rahden (* 13. April 1790 in Poplan, Litauen; † 3. November 1860 auf Schloss Friedenstein, Gotha) war ein deutscher Offizier und Schriftsteller.

## Leben
Wilhelm von Rahden war Angehöriger des kurländischen Adelsgeschlechtes der Barone von Rahden. Seine Eltern waren der preußische Leutnant und Kirchspielsbevollmächtigter für Neuhausen in Kurland sowie Erbherr auf Karpischek und Birsen in Litauen, Reinhold von Rahden (1757–1824) und die Karoline Friederika von Klinkowsky († vor 1799). Er trat 1809 in den preußischen Militärdienst, nahm als Leutnant an den Feldzügen von 1813 bis 1815 teil und wurde bei Lützen, Bautzen, Leipzig und Belle-Alliance verwundet.
Im Herbst 1829 nahm er als Hauptmann seinen Abschied und begab sich nach Sankt Petersburg, wo er die Stelle eines Kapitäns im Generalstab der kaiserlich russischen Armee erhielt, kehrte aber schon im August 1830 nach Preußen zurück. 1832 trat er als Kanonier in die Reihen der Verteidiger der Zitadelle von Antwerpen ein und wurde hier schwer verwundet.

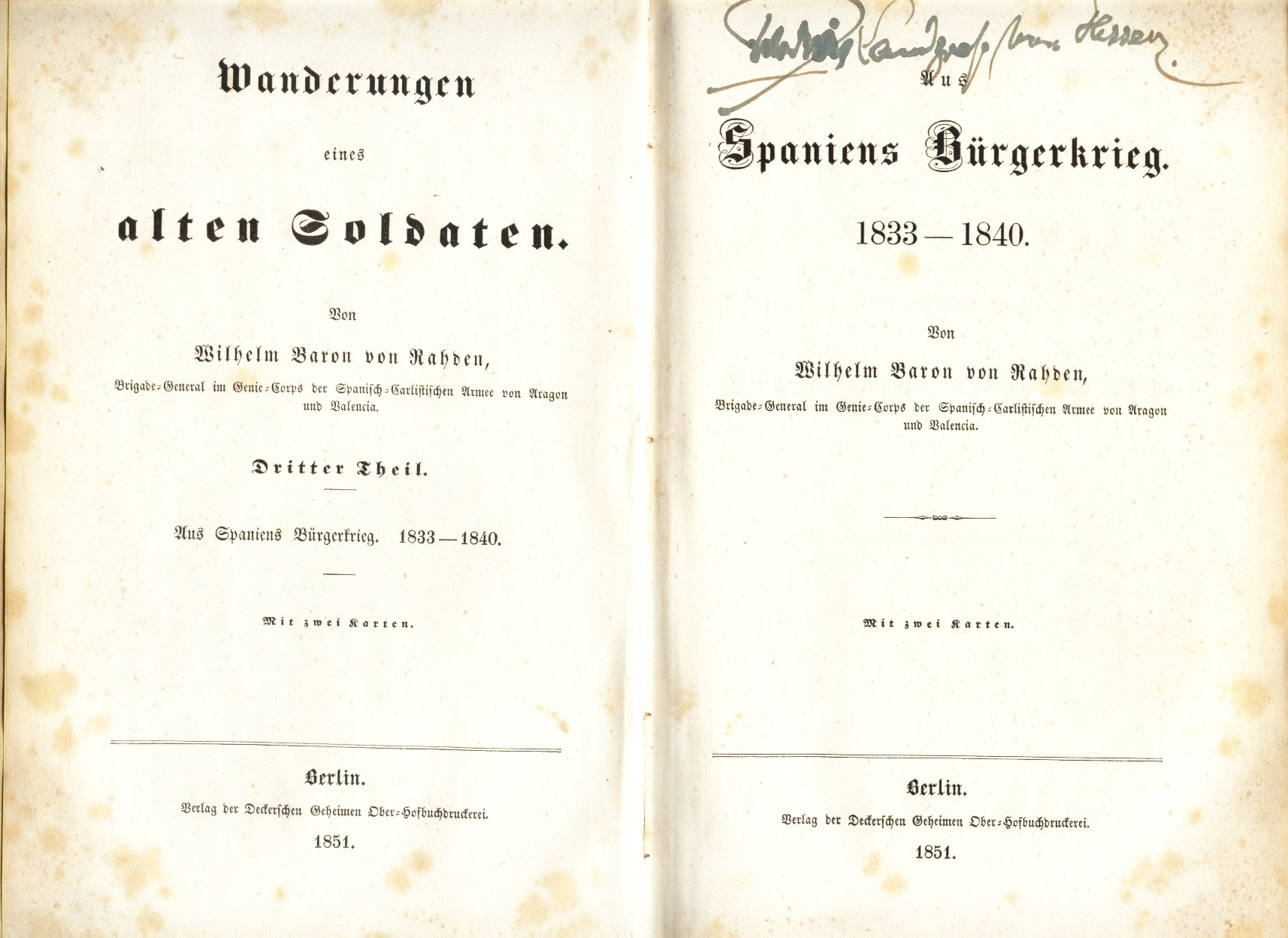
Titelblatt des 3. Bandes der „Wanderungen eines alten Soldaten“

Darauf ging er über Frankreich nach Spanien, um als Freiwilliger in den Reihen der Karlisten zu fechten. Zum Oberst der Artillerie ernannt, nahm er 1837 an allen Schlachten der sogenannten königlichen Expedition teil, leitete als Kommandant des Geniekorps im Winter von 1837 bis 1838 die Hafenbefestigungen an der kantabrischen Küste, kam dann als Oberst in den Generalstab von Rafael Maroto und wohnte als Chef des Stabes in der Armee Ramón Cabrera y Griños dem ruhmvollen Feldzug von 1839 bei.
Schwerverwundet kehrte er mit dem Rang eines Brigadegenerals nach Deutschland zurück, wo er sich literarischen Arbeiten widmete. Von 1845 bis 1849 lebte er bei der Herzogin Dorothea von Sagan, ergriff aber dann wieder die Waffen, erst für Schleswig, dann gegen die badischen Insurgenten. Seit 1849 lebte er auf dem gothaischen Schloss Friedenstein in der Umgebung des Herzogs von Sachsen-Coburg und Gotha; er starb am 2. November 1860 daselbst.

## Werke (Auswahl)
- Cabrera. Erinnerungen aus dem spanischen Bürgerkrieg. Wilmans Verlag, Frankfurt am Main 1840.
- Wanderungen eines alten Soldaten. Verlag Duncker, Berlin 1846 ff.

1. Befreiungskrieg von 1813, 1814 und 1815. 1846.
2. 15 Friedensjahre. 1847.
3. Aus Spaniens Bürgerkrieg 1833–1840. 1851.